# Coelorachis khasiana
Coelorachis khasiana là một loài thực vật có hoa trong họ Hòa thảo. Loài này được (Hack.) Stapf ex Bor mô tả khoa học đầu tiên năm 1938.